# Jump Super Stars
Jump Super Stars est un jeu vidéo de combat en deux dimensions sorti en 2005 (au Japon) sur Nintendo DS. Il regroupe un grand nombre de personnages de manga célèbres dont les aventures ont été publiées par le magazine japonais Weekly Shōnen Jump. Les combats se jouent en équipe, chaque joueur contrôlant alternativement plusieurs personnages. Le principe est repris de Super Smash Bros..
Une version hors du Japon est improbable à cause des droits sur les personnages achetés par différentes compagnies dans les autres pays, racheter tous ces droits coûterait de l'argent et du temps.

## Système de jeu
Au total 160 personnages sont présents :
- 34 personnages combattants, ce sont les personnages utilisés lors des combats et contrôlés par le joueur, celui-ci peut diriger un personnage combattant de son équipe au choix.
- 47 personnages de support, ils apparaissent brièvement pour aider le joueur, soit en effectuant une attaque, en parant, en soignant…
- 76 personnages d'aide, ils donnent des bonus au joueur mais n'apparaissent pas sur l'écran de combat.
- 3 personnages spéciaux.

Le joueur peut créer et enregistrer jusqu'à 10 équipes, chaque équipe doit avoir au moins un personnage de chaque type principal. Néanmoins, il y a des équipes déjà prêtes que le joueur peut utiliser mais pas modifier. Il est également possible d'échanger des formations entre amis, mais les formations échangées ne sont pas non plus modifiables.
Chaque personnage choisit par le joueur utilise entre 1 et 7 « carrés », sur les 20 disponibles. Un personnage d'aide n'utilise qu'un carré, un personnage de support en utilise 2 ou 3, quant au personnage combattant, il en utilise entre 4 et 7.
Pour qu'un personnage d'aide soit efficace, il faut qu'il soit placé près d'un personnage combattant « compatible ». Les bonus peuvent être de la santé supplémentaire ou bien un nombre supérieur d'attaques spéciales possibles.

## Personnages
Les supporter 1 & 2 servent uniquement à booster un allié. Les personnages combattants peuvent aussi être des personnages de support.
| Nom                                                    | Série d'origine          | Type              | Supporter 1                  | Supporter 2        |
| ------------------------------------------------------ | ------------------------ | ----------------- | ---------------------------- | ------------------ |
| Afro                                                   | One Piece                | Aide (Item)       | N/A                          | N/A                |
| Anna Kyōyama                                           | Shaman King              | Combattante       | Yoh Asakura                  | Manta Oyamada      |
| Reiko Akimoto                                          | Kochikame                | Support           | Kankichi Ryotsu              | Keiichi Nakagawa   |
| Allen Walker                                           | D.Gray-man               | Combattant        | River Wenham                 | Rabi               |
| Saruno Amakuni                                         | Mr. Fullswing            | Support           | Mikado Ushio                 | Nagi Torii         |
| Misa Amane                                             | Death Note               | Aide              | N/A                          | N/A                |
| Amidamaru                                              | Shaman King              | Aide              | N/A                          | N/A                |
| Mamori Anezaki                                         | Eyeshield 21             | Aide              | N/A                          | N/A                |
| Hao Asakura                                            | Shaman King              | Support           | Yoh Asakura                  | Anna Kyōyama       |
| Yoh Asakura                                            | Shaman King              | Combattant        | Tao Ren                      | Manta Oyamada      |
| Keigo Atobe                                            | Prince of Tennis         | Aide              | N/A                          | N/A                |
| Beauty                                                 | Bobobo-bo Bo-bobo        | Aide              | N/A                          | N/A                |
| Biscuit Kruger                                         | Hunter × Hunter          | Aide              | N/A                          | N/A                |
| le Magicien des Ténèbres et la Magicienne des Ténèbres | Yu-Gi-Oh!                | Help Characters   | N/A                          | N/A                |
| Bobobo-bo Bo-bobo                                      | Bobobo-bo Bo-bobo        | Combattant        | Beauty                       | Softon             |
| Bulma                                                  | Dragon Ball              | Aide              | N/A                          | N/A                |
| Butterfly                                              | Busō Renkin              | Aide              | N/A                          | N/A                |
| Captain Bravo                                          | Busō Renkin              | Aide              | N/A                          | N/A                |
| Cerberos                                               | Eyeshield 21             | Aide              | N/A                          | N/A                |
| Dendé                                                  | Dragon Ball              | Aide              | N/A                          | N/A                |
| Dengaku Man                                            | Bobobo-bo Bo-bobo        | Aide              | N/A                          | N/A                |
| Dio Brando                                             | JoJo's Bizarre Adventure | Combattant        | Hao Asakura                  | Butterfly          |
| Don Patch                                              | Bobobo-bo Bo-bobo        | Combattant        | Hatenkou                     | Ko Patch           |
| Dr Mashirito                                           | Dr Slump                 | Combattant        | Yoichi Hiruma                | Butterfly          |
| Ryoma Echizen                                          | Prince of Tennis         | Support           | Kunimitsu Tezuka             | Takeshi Momoshiro  |
| Effort                                                 | Shonen Jump              | Special Help Koma | N/A                          | N/A                |
| Eve                                                    | Black Cat                | Combattante       | Train Heartnet               | Sven Vollfied      |
| Exodia                                                 | Yu-Gi-Oh!                | Aide              | N/A                          | N/A                |
| Friendship                                             | Shonen Jump              | Special Help Koma | N/A                          | N/A                |
| Shūsuke Fuji                                           | Prince of Tennis         | Aide              | N/A                          | N/A                |
| Gon Freecss                                            | Hunter × Hunter          | Combattant        | Biscuit Kruger               | Hisoka             |
| Gotrunks                                               | Dragon Ball              | Combattant        | Sangoku                      | Piccolo            |
| Gyorai Girl                                            | Bobobo-bo Bo-bobo        | Aide              | N/A                          | N/A                |
| Gyro Zeppeli                                           | JoJo's Bizarre Adventure | Support           | Johnny Joestar               | Naruto Uzumaki     |
| Jirou Hame                                             | Pyuu to fuku! Jaguar     | Aide              | N/A                          | N/A                |
| Hammer                                                 | Pyuu to fuku! Jaguar     | Support           | Takana Shirakawa             | Isao Kondou        |
| Haruko Akagi                                           | Slam Dunk                | Aide              | N/A                          | N/A                |
| Heppokomaru                                            | Bobobo-bo Bo-bobo        | Support           | Bobobo-bo Bo-bobo            | Beauty             |
| Sakura Haruno                                          | Naruto                   | Combattante       | Sasuke Uchiwa                | Tsunade            |
| Hasegawa Taizo                                         | Gintama                  | Aide              | N/A                          | N/A                |
| Kakashi Hatake                                         | Naruto                   | Combattant        | Naruto Uzumaki               | Jiraya             |
| Hatenkou                                               | Bobobo-bo Bo-bobo        | Aide              | N/A                          | N/A                |
| Shineruo Higure                                        | Kochikame                | Aide              | N/A                          | N/A                |
| Yoichi Hiruma                                          | Eyeshield 21             | Support           | Mamori Anezaki               | Cerberos           |
| Hisoka                                                 | Hunter × Hunter          | Aide              | N/A                          | N/A                |
| Horohoro                                               | Shaman King              | Aide              | N/A                          | N/A                |
| Hiei                                                   | Yû yû hakusho            | Support           | Urameshi Yusuke              | Kurama             |
| Himura Kenshin                                         | Kenshin le vagabond      | Combattant        | Kamiya Kaoru                 | Sagara Sanosuke    |
| Tōshirō Hitsugaya                                      | Bleach                   | Aide              | N/A                          | N/A                |
| Hinata Hyûga                                           | Naruto                   | Support           | Naruto Uzumaki               | Neji Hyûga         |
| Neji Hyûga                                             | Naruto                   | Support           | Naruto Uzumaki               | Hinata Hyûga       |
| Sadaharu Inui                                          | Prince of Tennis         | Aide              | N/A                          | N/A                |
| Mei Inukai                                             | Mr.Fullswing             | Aide              | N/A                          | N/A                |
| Jaguar                                                 | Pyuu to fuku! Jaguar     | Combattant        | Takana Shirikawa             | Jirou Hame         |
| Johnny Joestar                                         | JoJo's Bizarre Adventure | Aide              | N/A                          | N/A                |
| Jiraya                                                 | Naruto                   | Aide              | N/A                          | N/A                |
| Juin                                                   | Naruto                   | Aide (Symbol)     | N/A                          | N/A                |
| Kagura                                                 | Gintama                  | Support           | Gintoki Sakata               | Shinpachi Shimura  |
| Kaoru Kaidō                                            | Prince of Tennis         | Support           | Takeshi Momoshiro            | Inui Sadaharu      |
| Le Tout-Puissant (Kami-sama)                           | Dragon Ball              | Aide              | N/A                          | N/A                |
| Tortue Géniale                                         | Dragon Ball              | Aide              | N/A                          | N/A                |
| Kamiya Kaoru (Kaoru Kamiya)                            | Kenshin le vagabond      | Aide              | N/A                          | N/A                |
| Katsura Kotaro                                         | Gintama                  | Aide              | N/A                          | N/A                |
| Takashi Kawamura                                       | Prince of Tennis         | Aide              | N/A                          | N/A                |
| Matoi Giboshi                                          | Kochikame                | Aide              | N/A                          | N/A                |
| Eiji Kikumaru                                          | Prince of Tennis         | Aide              | N/A                          | N/A                |
| Kirua Zoldik                                           | Hunter × Hunter          | Support           | Gon Freaks                   | Biscuit Kruger     |
| Satsuki Kitaoji                                        | Ichigo 100%              | Support           | Aya Tojo                     | Junpei Manaka      |
| Sena Kobayakawa                                        | Eyeshield 21             | Support           | Tarou Raimon                 | Suzuna Taki        |
| Kondou Isao                                            | Gintama                  | Aide              | N/A                          | N/A                |
| Ko Patch                                               | Bobobo-bo Bo-bobo        | Aide              | N/A                          | N/A                |
| Rukia Kuchiki                                          | Bleach                   | Support           | Ichigo Kurosaki              | Renji Aburei       |
| Jotaro Kujo                                            | JoJo's Bizarre Adventure | Combattant        | Johnny Joestar               | Yusuke Urameshi    |
| Kurama                                                 | Yû yû hakusho            | Support           | Yusuke Urameshi              | Hiei               |
| Kurapika                                               | Hunter × Hunter          | Support           | Gon Freaks                   | Leorio             |
| Krilin                                                 | Dragon Ball              | Support           | Sangoku                      | Kami-sama          |
| Ryokan Kurita                                          | Eyeshield 21             | Support           | Sena Kobayakawa              | Yoichi Hiruma      |
| Ichigo Kurosaki                                        | Bleach                   | Combattant        | Rukia Kuchiki                | Yoruichi Shihōin   |
| Kazuma Kuwabara                                        | Yû yû hakusho            | Aide              | N/A                          | N/A                |
| Kyûbi                                                  | Naruto                   | Aide              | N/A                          | N/A                |
| L / Ryuzaki                                            | Death Note               | Support           | Light Yagami                 | Shikimaru          |
| Leorio                                                 | Hunter × Hunter          | Aide              | N/A                          | N/A                |
| Junpei Manaka                                          | Ichigo 100%              | Aide              | N/A                          | N/A                |
| Maria (Ai Asato)                                       | Kochikame                | Aide              | N/A                          | N/A                |
| Yui Minamoto                                           | Ichigo 100%              | Support           | Tsukasa Nishino              | Junpei Manaka      |
| Takeshi Momoshiro                                      | Prince of Tennis         | Support           | Ryoma Echizen                | Hanamichi Sakuragi |
| Monkey D. Luffy                                        | One Piece                | Combattant        | Zorro Roronoa                | Usopp              |
| Kazuki Mutou                                           | Busō Renkin              | Combattant        | Butterfly                    | Captain Bravo      |
| Yugi Muto (Yugi Muto)(Pharaon Atem)                    | Yu-Gi-Oh!                | Combattant        | Gon Freaks                   | Bobobo-bo Bo-bobo  |
| Nail                                                   | Dragon Ball              | Aide              | N/A                          | N/A                |
| Keiichi Nakagawa                                       | Kochikame                | Support           | Kanchiki Ryotsu              | Daijiro Ohara      |
| Nami                                                   | One Piece                | Combattante       | Nico Robin                   | Keiichi Nakagawa   |
| Shikamaru Nara                                         | Naruto                   | Support           | Naruto Uzumaki               | Tsunade            |
| Nico Robin                                             | One Piece                | Combattant        | Monkey D. Luffy              | Nami               |
| Tsukasa Nishino                                        | Ichigo 100%              | Support           | Aya Toujo                    | Junpei Manaka      |
| Aralé Norimaki                                         | Dr Slump                 | Combattante       | Senbei Norimaki              | Sangoku            |
| Senbei Norimaki                                        | Dr Slump                 | Aide              | N/A                          | N/A                |
| Obelisk the Tormentor                                  | Yu-Gi-Oh!                | Aide              | N/A                          | N/A                |
| Daijiro Ohara                                          | Kochikame                | Support           | Kankichi Ryotsu              | Shineruo Higure    |
| Shuichiro Oishi                                        | Prince of Tennis         | Aide              | N/A                          | N/A                |
| Otae                                                   | Gintama                  | Aide              | N/A                          | N/A                |
| Otose                                                  | Gintama                  | Aide              | N/A                          | N/A                |
| Manta Oyamada                                          | Shaman King              | Aide              | N/A                          | N/A                |
| Potara Earring                                         | Dragon Ball              | Aide (Item)       | N/A                          | N/A                |
| Piccolo                                                | Dragon Ball              | Combattant        | Sangohan                     | Dendé              |
| Pyohiko                                                | Pyuu to fuku! Jaguar     | Support           | Jaguar                       | Pogii              |
| Pogii                                                  | Pyuu to fuku! Jaguar     | Aide              | N/A                          | N/A                |
| Rabi                                                   | D.Gray-man               | Aide              | N/A                          | N/A                |
| Taro Raimon                                            | Eyeshield 21             | Aide              | N/A                          | N/A                |
| Ranbo                                                  | Katekyo Hitman Reborn!   | Support           | Tsuna & Reborn               | Kyoko Sasagawa     |
| Renji Abarai                                           | Bleach                   | Aide              | N/A                          | N/A                |
| River Wenhem                                           | D.Gray-man               | Aide              | N/A                          | N/A                |
| Rock Lee                                               | Naruto                   | Support           | Naruto Uzumaki               | Sakura Haruno      |
| Kaede Rukawa                                           | Slam Dunk                | Support           | Haruko Akagi                 | Ryoma Echizen      |
| Kankichi Ryotsu                                        | Kochikame                | Combattant        | Matoi Giboshi                | Maria              |
| Sagara Sanosuke                                        | Kenshin le vagabond      | Support           | Yusuke Urameshi              | Himura Kenshin     |
| Saitō Hajime (Haime Saito)                             | Kenshin le vagabond      | Support           | Himura Kenshin               | Sagara Sanosuke    |
| Sakata Gintoki                                         | Gintama                  | Combattant        | Kotarou Katsura              | Taizo Hasegawa     |
| Hanamichi Sakuragi                                     | Slam Dunk                | Support           | Takenori Akagi               | Haruko Akagi       |
| Sanji Vinsmoke                                         | One Piece                | Combattant        | Roronoa Zoro (Zorro Roronoa) | Nami               |
| Kyoko Sasagawa                                         | Katekyo Hitman Reborn!   | Aide              | N/A                          | N/A                |
| Tsunayoshi Sawada (Tsuna) & Reborn                     | Katekyo Hitman Reborn!   | Combattant        | Takeshi Yamamoto             | Kyoko Sasegawa     |
| Saya Minasuki                                          | Black Cat                | Aide              | N/A                          | N/A                |
| Senzu (haricot magique)                                | Dragon Ball              | Aide (Item)       | N/A                          | N/A                |
| Service Man                                            | Bobobo-bo Bo-bobo        | Aide              | N/A                          | N/A                |
| Yoruichi Shihōin                                       | Bleach                   | Aide              | N/A                          | N/A                |
| Shimura Shinpachi                                      | Gintama                  | Support           | Gintoki Sakata               | Otae               |
| Hikaru Shindo & Fujiwara-no-Sai                        | Hikaru no Go             | Support           | Yoh Asakura                  | Tsuna/Reborn       |
| Takana Shirakawa                                       | Pyuu to fuku! Jaguar     | Aide              | N/A                          | N/A                |
| Slifer the Sky Dragon                                  | Yu-Gi-Oh!                | Aide              | N/A                          | N/A                |
| Softon                                                 | Bobobo-bo Bo-bobo        | Aide              | N/A                          | N/A                |
| Sangohan                                               | Dragon Ball              | Combattant        | Piccolo                      | Krilin             |
| Sangoten                                               | Dragon Ball              | Aide              | N/A                          | N/A                |
| Sangoku                                                | Dragon Ball              | Combattant        | Sangohan                     | Sangoten           |
| Misuzu Sotomura                                        | Ichigo 100%              | Aide              | N/A                          | N/A                |
| Hiroshi Sotomura                                       | Ichigo 100%              | Aide              | N/A                          | N/A                |
| Sven Vollfied                                          | Black Cat                | Support           | Train Heartnet               | Kakashi Hatake     |
| Takenori Akagi                                         | Slam Dunk                | Aide              | N/A                          | N/A                |
| Taki Suzuna                                            | Eyeshield 21             | Aide              | N/A                          | N/A                |
| Tao Ren (Len Tao)                                      | Shaman King              | Aide              | N/A                          | N/A                |
| Kunimitsu Tezuka                                       | Prince of Tennis         | Support           | Shūsuke Fuji                 | Keigo Atobe        |
| The Golden Pair                                        | Prince of Tennis         | Support           | Tezuka Kunimitsu             | Sadaharu Inui      |
| Tokoro Tennosuke                                       | Bobobo-bo Bo-bobo        | Support           | Heppokomaru                  | L / Ryuzaki        |
| Tony Tony Chopper                                      | One Piece                | Support           | Usopp                        | Tsunade            |
| Nagi Tori                                              | Mr. Fullswing            | Aide              | N/A                          | N/A                |
| Aya Toujo                                              | Ichigo 100%              | Support           | Hiroshi Sotomura             | Junpei Manaka      |
| Train Hearnet                                          | Black Cat                | Support           | Sven Vollfied                | Saya Minasuki      |
| Trunks                                                 | Dragon Ball              | Aide              | N/A                          | N/A                |
| Tsunade                                                | Naruto                   | Aide              | N/A                          | N/A                |
| Sasuke Uchiwa                                          | Naruto                   | Combattant        | Naruto Uzumaki               | Kakashi Hatake     |
| Yusuke Urameshi                                        | Yû yû hakusho            | Combattant        | Ichigo Kurosaki              | Kazuma Kuwabara    |
| Usopp                                                  | One Piece                | Support           | Monkey D. Luffy              | Tony Tony Chopper  |
| Naruto Uzumaki                                         | Naruto                   | Combattant        | Sakura Haruno                | Jiraya             |
| Végéta                                                 | Dragon Ball              | Combattant        | Bulma                        | Trunks             |
| Victory                                                | Shonen Jump              | Special Help Koma | N/A                          | N/A                |
| Dragon Ailé de Râ                                      | Yu-Gi-Oh!                | Aide              | N/A                          | N/A                |
| Raito (Light) Yagami & Ryuk                            | Death Note               | Support           | L / Ryuzaki                  | Misa Amane         |
| Takeshi Yamamoto                                       | Katekyo Hitman Reborn!   | Aide              | N/A                          | N/A                |
| Zangetsu                                               | Bleach                   | Aide              | N/A                          | N/A                |
| Roronoa Zoro                                           | One Piece                | Combattant        | Monkey D. Luffy              | Sanji              |

## Suite
Un deuxième volet intitulé Jump Ultimate Stars est sorti le 23 novembre 2006 au Japon avec comme principale nouveauté l'ajout du mode Wi-Fi.